# پولچریا (دختر تئودوسیوس یکم)
پولچریا (انگلیسی: Pulcheria; ۱ ژانویهٔ ۰۳۷۹ – ۱ ژانویهٔ ۰۳۸۶) اهل روم باستان و دختر امپراتور روم تئودئوس یکم و همسرش آلیا فلاکسیلا بود. طبق گفته‌های کاتولیک، پولچریا در کودکی درگذشت، و نباید با برادزاده معروف‌تر و مسیحی‌ترش به همین نام پولچریا اشتباه شود، اگر آنها دو شخص واقعی بودند.